# San Polo di Piave
San Polo di Piave ist eine nordostitalienische Gemeinde (comune) mit 4876 Einwohnern (Stand 31. Dezember 2023) in der Provinz Treviso in Venetien. Die Gemeinde liegt etwa 18 Kilometer nordwestlich von Treviso am nördlichen Ufer des Piave. 

## Persönlichkeiten
- Gianfranco Gardin (1944–2024), Kurienerzbischof und Bischof von Treviso
- Giacinto-Boulos Marcuzzo (* 1945), Weihbischof im Lateinischen Patriarchat von Jerusalem
- Ilario Antoniazzi (* 1948), Erzbischof von Tunis